# Hydraena similis
Hydraena similis är en skalbaggsart som beskrevs av Armand D'Orchymont 1930. Hydraena similis ingår i släktet Hydraena och familjen vattenbrynsbaggar. Inga underarter finns listade i Catalogue of Life.